# 牧野周一
牧野 周一（まきの しゅういち、1905年2月21日 - 1975年5月3日）は、日本の映画説明者、漫談家。東京演芸協会第2代会長。本名：宇野 主一。出囃子は『デイビー・クロケットのテーマ』。

## 経歴
1905年（明治38年）2月21日、宮城県の石巻市に生まれ、2歳から東京で過ごした。旧制東京府立第四中学校（現：東京都立戸山高等学校）の受験に失敗し旧制麻布中学校に進学するも母子家庭で学資が続かず中途退学し、さらに進学した大倉商業学校（現：東京経済大学）も中退する。
そんな中、赤坂帝国館が開業するという広告を見て、弁士になろうと同館の個人経営者であった南川光作に直接交渉。しかし既に主任として決まっている弁士があって、その弁士の補助弟子のような形で出勤することになっていた。しかし開業直前にその主任弁士が八百屋の娘と駆け落ち、牧野が弁士として舞台を務めたという。
1923年（大正12年）、映画説明者（活動弁士）の徳川夢声に弟子入りし広尾不二館で初舞台を踏んだ。1926年（大正15年）に、夢声を中心として結成されたナヤマシ会に参加する。有楽町の邦楽座（現在の丸の内ピカデリー）、新宿武蔵野館等で活躍した。その後、サイレント映画からトーキーへ移行したことに伴い、漫談に転じた。1939年（昭和14年）には国策記録映画として製作されたドキュメンタリー映画『南進台湾』で解説を担当したことがあった。戦後は民間放送開始のブームで一躍人気者となった。また、ラジオ東京『しろうと寄席』の司会者も務めた。
1965年（昭和40年）、文化庁芸術祭奨励賞を受賞する。1975年5月3日、心不全で70歳で死去した。

## 家族
- 長男：宇野功（筆名：宇野功芳、1930年 - 2016年）指揮者、音楽評論家
- 次男：宇野弘二（芸名：牧原弘二）、ジャズシンガー
- 三男：宇野道義（筆名：宇野通芳、1945年 - 1997年）帝京大学助教授

## 弟子
- ポール牧
- 牧伸二

## 出演

### 映画
- 落語野郎 大脱線 - 伊勢屋宗右衛門
- 落語野郎 大馬鹿時代 - 松沢先生

### 吹き替え
- ミステリー・ゾーン（1963年、TBS） - 活弁風ナレーション[3]